# Rhetta Hughes
Rhetta Hughes (Los Angeles, 9 novembre 1953) è un'attrice e cantante statunitense.
È nota soprattutto come interprete di musical a Broadway: Dreamgirls, Don't Play Us Cheap e Amen Corner, per cui è stata candidata al Tony Award alla miglior attrice protagonista in un musical nel 1984.

## Filmografia
- Sweet Sweetback's Baadasssss Song, regia di Melvin Van Peebles (1971)